# Begraafplaats van Forest-en-Cambrésis
De Begraafplaats van Forest-en-Cambrésis is een gemeentelijke begraafplaats in de Franse gemeente Forest-en-Cambrésis (Noorderdepartement). De begraafplaats ligt aan de Rue du Moulin op 470 m ten zuidoosten van het dorpscentrum (Église Saint-Denis). Ze heeft de vorm van  een dikke L en wordt grotendeels omgeven door een haag. Aan de straatzijde sluit een bakstenen muur met een dubbel metalen hek de begraafplaats af. Er loopt vanaf de straat een centraal pad met aan elke zijde graven.  

## Britse oorlogsgraven
In de noordelijke hoek van de begraafplaats ligt een perk met 121 geïdentificeerde Britse gesneuvelden uit de Eerste Wereldoorlog. Het perk werd ontworpen door William Cowlishaw en heeft een onregelmatig grondplan dat wordt afgebakend door een haag. Het Cross of Sacrifice staat ongeveer centraal vlak bij de toegang. Alle slachtoffers vielen in oktober en november 1918 in het nabijgelegen bos en het omringende land. Dertien Duitse graven werden later naar een Duitse begraafplaats overgebracht.
De begraafplaats wordt onderhouden door de Commonwealth War Graves Commission en staat er geregistreerd onder Forest Communal Cemetery.

### Onderscheiden militairen
- Bernard A.B. Butler, luitenant-kolonel bij de Royal Field Artillery werd tweemaal onderscheiden met de Distinguished Service Order (DSO and Bar).
- Frederick C. Tonkin, kapitein bij het East Yorkshire Regiment werd onderscheiden met de Distinguished Service Order en het Military Cross (DSO, MC).
- luitenant William B.C. Hunkin en onderluitenant John Bartley, beide van de Royal Welsh Fusiliers werden onderscheiden met het Military Cross (MC).
- W.T. John, sergeant bij het Welsh Regiment werd onderscheiden met de Distinguished Conduct Medal (DCM).
- de sergeant-majoors F.G. Wise en John Bulmer, de sergeanten R.G. Evans en Alfred James en soldaat R. Ellis werden onderscheiden met de Military Medal (MM).